# Шестаков Лев Львович
Шестаков Лев Львович (28 грудня 1915 — 13 березня 1944, Давидківці, Хмельницький район, Хмельницька область) — радянський військовий льотчик, Герой Радянського Союзу (1942), в роки німецько-радянської війни командир 69-го винищувального авіаційного полку Окремої Приморської армії, полковник. Загинув у повітряному бою, можливо, з німецьким асом Гансом-Ульріхом Руделем.

## Життєпис
Лев Львович Шестаков народився в Авдіївці у сім'ї робітника. Закінчив 6 класів, фабрично-заводського училища (ФЗУ). Працював слюсарем-інструментальником в залізничному депо станції Авдіївка. Навчався в Дніпропетровському інституті інженерів залізничного транспорту. Навчаючись в інституті, вступив до Дніпропетровського аероклубу.
У Радянській Армії з 1934 року. Закінчив військово-авіаційну школу пілотів у місті Луганськ, це була 11-а Ворошиловградська школа пілотів. З 1935 служив у другій винищувальній ескадрильї під Києвом.
Учасник  Громадянської війни в Іспанії 1936–1939 років. У повітряних боях знищив 8 літаків противника особисто і більше 30 в групі з товаришами, за що був нагороджений орденами Леніна і Червоного Прапора. Після повернення на батьківщину, служив командиром винищувальної ескадрильї в Ростові-на Дону, потім — заступником командира 69-го винищувального авіаційного полку Одеського військового округа. Був депутатом Міської ради Одеси.
На фронтах Німецько-радянської війни з червня 1941 року. Командир 69-го винищувального авіаційного полку Окремої Приморської армії майор Шестаков, проявляючи відвагу та мужність, вміло керував бойовою діяльністю полку. При обороні Одеси до вересня 1941 особисто збив 3 ворожих літаки та 8 літаків у груповому бою. Крім того, на дообладнаних винищувачах І-16 проводив штурмову військ противника, скидаючи на нього авіабомби та обстрілюючи реактивними снарядами. 21 вересня 1941 року під час штурмову ворожого аеродрому на землі був знищений 21 літак противника. За час оборони Одеси полк Шестакова здійснив 6600 бойових вильотів, провів 575 повітряних боїв, 3500 штурмів, знищив 124 ворожих літака, не рахуючи величезної шкоди, яку він наніс супротивнику у живій силі і техніці на землі.
Звання Героя Радянського Союзу присвоєно 10 лютого 1942 року.
У липні 1942 був призначений командиром особливого винищувального полку на  Сталінградському напрямку, призначеного для завоювання переваги в повітрі (9-й ГВАП). До полку направляли льотчиків, які здобули не менше 5 повітряних перемог.
«Спецполк» під командуванням Шестакова збив близько сотні ворожих літаків і став одним з найрезультативніших полків Сталінградської битви. Сам Шестаков майже щодня вилітав на бойові завдання, збільшивши свій особистий рахунок до 11 перемог.
10 січня 1943 року Шестаков вступив в бій з трьома винищувачами противника; один він збив, але сам теж був підбитий, отримавши при цьому поранення в голову і під лопатку.
Наприкінці літа 1943 року Шестаков був призначений заступником командира 6-ї Гвардійської винищувальної авіаційної дивізії, але довго в цій посаді не прослужив, прийнявши командування 19-м винищувальним авіаполком — першою авіаційною частиною спеціального призначення, створеною з ініціативи командувача ВПС маршала авіації Новикова для ведення «вільного полювання».
У наказі ВПС Червоної Армії вказувалося, що до січня 1944 року Лев Шестаков здійснив більше 200 бойових вильотів (з них 65 на штурм військ противника), брав участь у 82 повітряних боях, збив 15 літаків особисто і 11 у складі групи, а з урахуванням боїв у Іспанії, зробив близько 400 бойових вильотів і на своєму рахунку мав 23 особисто і 44 в групі з товаришами збитих літаків.
Загинув 13 березня 1944 року у повітряному бою неподалік села Давидківці, (Хмельницький район Хмельницької області). За твердженням аса Люфтваффе Ганса-Ульріха Руделя, саме він збив Шестакова.

## Список повітряних перемог
| Дата повітряного бою | Кількість і тип збитих ворожих літаків | Район повітряного бою |
| -------------------- | -------------------------------------- | --------------------- |
| ??.08.1937           | 1/2 Fiat-32                            | Іспанія               |
| 22.12.1937           | Fiat-32                                | Теруель               |
| ??.12.1937           | Bf-109                                 | Теруель               |
| 24.06.1941           | бомбардувальник (у групі)              | Спартаковка           |
| 09.08.1941           | PZL-24                                 | Одеса                 |
| 14.08.1941           | Bf-109                                 | Акерман               |
| 27.08.1941           | 3 х Bf-109 (у групі)                   | Фрейденталь           |
| 02.09.1941           | 2 х Bf-109 (у групі)                   | Червоний Переселенець |
| 02.09.1941           | 1 PZL-24                               | Червоний Переселенець |
| 22.06.1942           | Не-111                                 | Верхний Бурлук        |
| 22.06.1942           | Ме-110                                 | Ново — Николаевка     |
| 12.07.1942           | Ju-88                                  | Медова                |
| 30.07.1942           | Bf-109                                 | Остров                |
| 01.08.1942           | Bf-109                                 | Бориславський         |
| 12.12.1942           | Do-215                                 | Зети                  |
| 19.12.1942           | 2 х Ju-52                              | Василівка             |
| 29.12.1942           | Ju-52                                  | Басаргіно             |
| 12.05.1943           | Ju-52                                  | Малий Яніслав         |
| 21.07.1943           | Не-111                                 | Дмитрівка             |
| 11.02.1944           | FW-190                                 | Нападівка             |
| 13.03.1944           | Ju-87                                  | Проскурів             |

## Вшанування пам'яті
- Похований у братській могилі біля Вічного вогню в місті Хмельницькому.
- Навічно зарахований у списки військової частини.
- На місці загибелі Героя встановлено обеліск.
- Його ім'ям названо вулицю в місті Авдіївка Донецької області. Також вулиця Шестакова є у місті Давидківці.
- У місті Київ на Звіринецькому кладовищі встановлено кенотаф Герою.
- У місті Хмельницький є вулиця Шестакова.